# Липівська сільська рада (Макарівський район)
| Липівська сільська рада — орган місцевого самоврядування у Макарівському районі Київської області з адміністративним центром у с. Липівка. Сільській раді підпорядковані населені пункти: - с. Липівка - с. Лозовик |

## Склад ради
Рада складається з 16 депутатів та голови.

### Керівний склад ради
| ПІБ                           | Основні відомості                                                               | Дата обрання | Дата звільнення |
| ----------------------------- | ------------------------------------------------------------------------------- | ------------ | --------------- |
| Гребінський Петро Олексійович | Сільський голова, 1948 року народження, освіта, безпартійний                    | 26.03.2006   | 31.10.2010      |
| Петренко Олена Василівна      | Сільський голова, 1977 року народження, освіта середня спеціальна, позапартійна | 31.10.2010   |                 |

Примітка: таблиця складена за даними джерела